# Église de Viikki
L'église de Viikki (en finnois : Viikin kirkko) est une église située dans le quartier de Viikki à Helsinki en Finlande.

## Description
L'église est située au 5, rue Agronominkatu, dans la section Latokartano du quartier de Viikki.

## Galerie

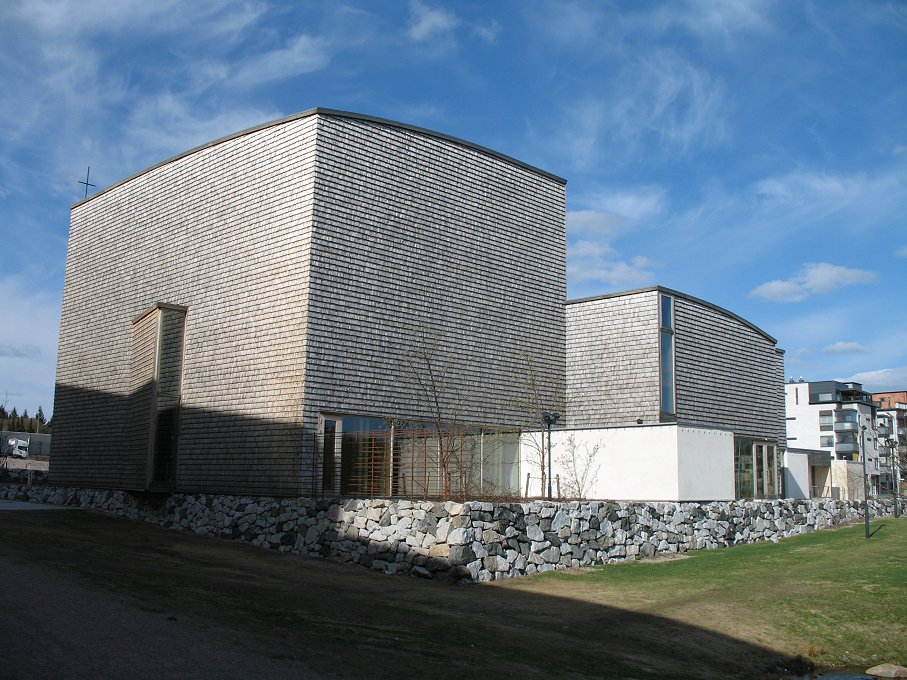
La façade sud.
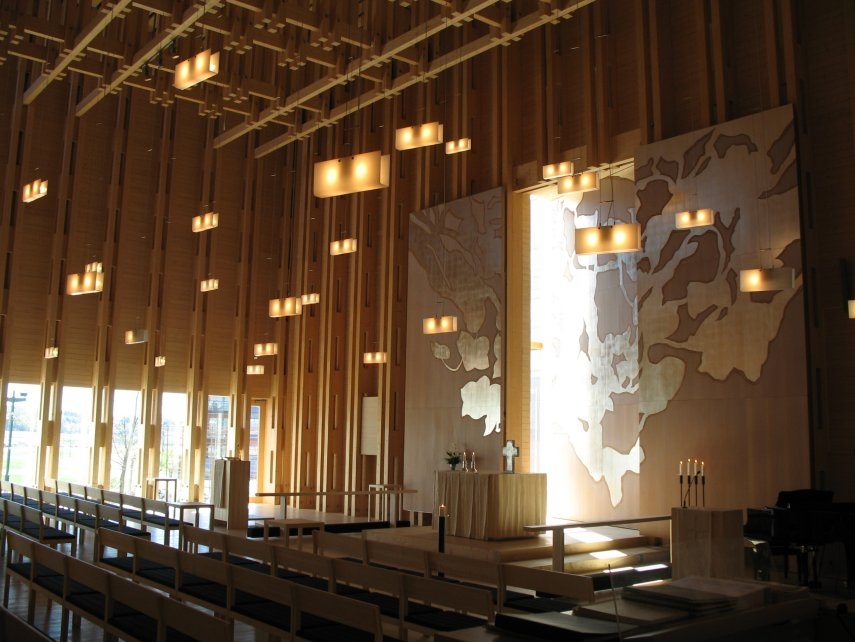
La nef.
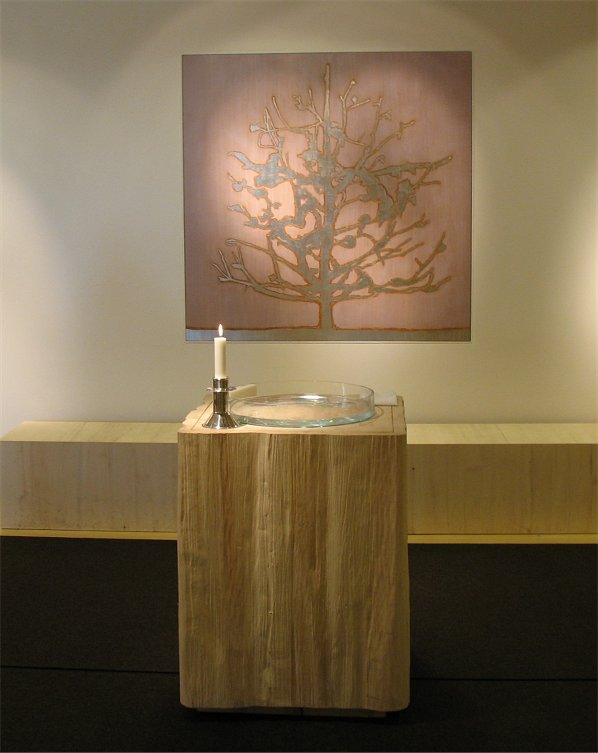
Le baptistère.